# Dobrynja di Novgorod
Dobrynja di Novgorod (Russo: Добрыня; fl. X secolo)  fu lo zio materno nonché tutore di Vladimir I di Kiev. Successivamente alla sua morte la sua immagine si fuse con quella del bogatyr Dobrynja Nikitič, personaggio del folklore russo.

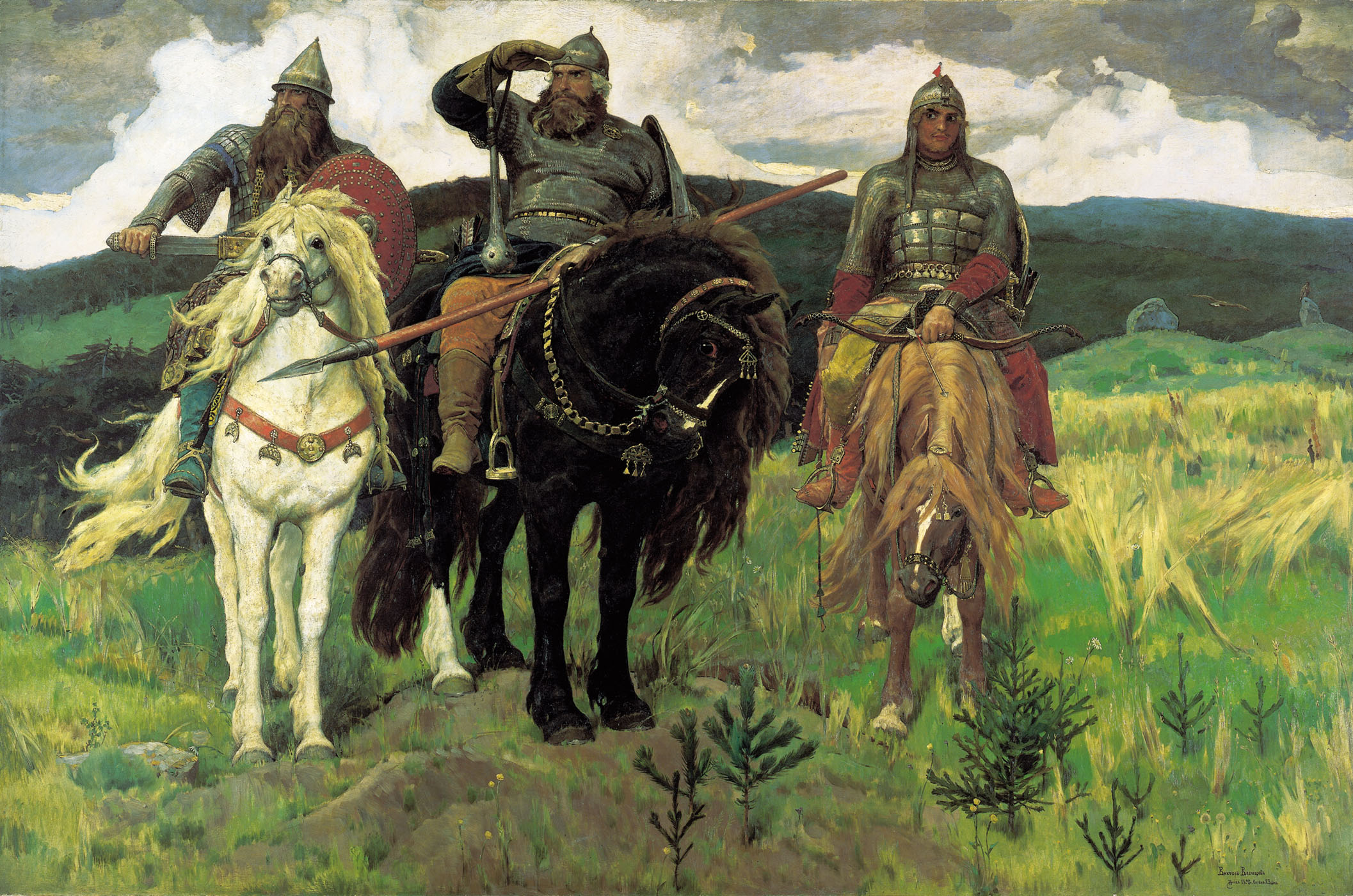

La vita di Dobrynja così come la reale portata della sua influenza sul giovane Vladimir sono tutt'oggi fonte di dibattito tra gli storici. È pressoché certo che la sorella Maluša fosse la madre del futuro Principe di Kiev ed è anche generalmente accettato che il proprio figlio Konstantin Dobrynič e il nipote Ostromir assunsero la carica di posadnik a Novgorod.
A detta delle Cronache di Novgorod fu sotto sua sollecitazione che Sviatoslav I nominò il figlio illegittimo Vladimir governatore di Novgorod e Dobrynja stesso tutore di quest'ultimo. Nove anni dopo tale evento, Dobrynja persuase Vladimir a rovesciare il fratello Jaropolk. Sulla via per la capitale la moglie di Jaropolk, Rogneda di Polack, offese la sorella di Dobrynja chiamandola "schiava". Quest'ultimo si vendicò organizzando lo stupro della stessa da parte di Vladimir.
Dopo l'incoronazione di Vladimir a Kiev Dobrynja fu nominato dallo stesso governatore di Novgorod. Fece parte della spedizione militare del nipote contro la Bulgaria del Volga, avvenuta nel 985 e, al ritorno, ordinò fosse eretta una statua a Perun sulla riva del Volchov. Le Cronache di Ioachim narrano che, dopo il Battesimo di Kiev, convertì al cristianesimo gli abitanti di Novgorod "con il fuoco".